# 2011年名古屋市議会議員選挙
2011年名古屋市議会議員選挙（-ねん なごやしぎかい ぎいんせんきょ）は、愛知県名古屋市の議決機関である名古屋市会の議員を改選するため、2011年3月13日に投票が行われた選挙である。

## 概要
市議会解散請求署名（リコール署名）に基づいて行われた議会解散の是非を問う住民投票（2011年2月6日）の結果、市議会解散が過半数となった結果に基づいて行われた選挙である。本選挙は4月に予定されていた統一地方選挙の前哨戦としての意味合いも強く、市民税減税と市議会定数半減を掲げる河村たかし名古屋市長が結成した地域政党「減税日本」がどこまで議席を伸ばすか、過半数を確保することができるかどうかが焦点となった。
| 年     | 月日     | 出来事 |
| ------ | -------- | --- |
| 2009年 | 4月26日  | 名古屋市長選挙で河村たかし当選 |
| 2009年 | 12月22日 | 名古屋市議会、市民税10％減税条例案を可決 |
| 2010年 | 3月24日  | 市議会、減税を1年限りとする条例改正 |
| 2010年 | 4月26日  | 河村市長、地域政党「減税日本」を結成 |
| 2010年 | 6月29日  | 市議会は議員報酬半減案を否決。市長再提案の恒久減税案については継続審議                                                                           |
| 2010年 | 8月27日  | 市長支援団体が市議会解散を求めるリコール署名を開始                                                                                               |
| 2010年 | 10月4日  | 支援団体が46万5000名分の署名を市選挙管理委員会（以下市選管）に提出。                                                                             |
| 2010年 | 10月21日 | 市選管、「（署名の）一部に違法収集の疑いがある」として審査の延長決定                                                                             |
| 2010年 | 11月24日 | 市選管、有効署名数を法定数に1万2000名分不足する35万3791名と発表                                                                                  |
| 2010年 | 11月26日 | 河村市長、市長辞職を表明 |
| 2010年 | 12月1日  | 署名の縦覧期間が終了。異議申し立ては3万2000名分に及ぶ                                                                                            |
| 2010年 | 12月15日 | 市選管、有効署名数について法定数を超える36万9008名分と発表                                                                                       |
| 2010年 | 12月17日 | 市長支援団体、リコールを本請求 |
| 2010年 | 12月21日 | 市選管、リコールの住民投票と市長辞職による市長選挙の投票日を2011年2月6日と決定。同日行われる愛知県知事選挙と合わせてトリプル選挙となることが確定 |
| 2011年 | 1月17日  | 市議会解散を問う住民投票告示 |
| 2011年 | 2月6日   | 住民投票の結果、解散賛成が7割を占めたことを受けて名古屋市議会が解散。                                                                            |
| 2011年 | 3月4日   | 市議選告示 |

## 基礎データ
- 改選議席数：75議席
- 立候補者数[3]：138名（前回98名）

| 党派       | 候補者 （名） |
| ---------- | ------------- |
| 民主党     | 27            |
| 自由民主党 | 24            |
| 公明党     | 12            |
| 日本共産党 | 16            |
| みんなの党 | 8             |
| 減税日本   | 41            |
| 無所属     | 10            |
| 内訳   | 候補者 （名） |
| ------ | ------------- |
| 前議員 | 59            |
| 元議員 | 3             |
| 新人   | 76            |
女性候補者：30名
- 選挙区：16選挙区（中選挙区）

| 千種区 | 東区   | 北区 | 西区 | 中村区 | 中区 | 昭和区 | 瑞穂区 |
| ------ | ------ | ---- | ---- | ------ | ---- | ------ | ------ |
| 5      | 2      | 6    | 5    | 5      | 2    | 4      | 4      |
| 熱田区 | 中川区 | 港区 | 南区 | 守山区 | 緑区 | 名東区 | 天白区 |
| 2      | 7      | 5    | 5    | 6      | 7    | 5      | 5      |
- 告示：2011年3月4日
- 投票日：2011年3月13日
- 当日有権者数[4]：1,775,763名
  - 男性：874,613名
  - 女性：901,150名

## 選挙結果
| 党派       | 当選者 （議席） | 解散前 | 増減 | 得票数  |
| ---------- | --------------- | ------ | ---- | ------- |
| 減税日本   | 28              | 1      | ＋27 | 266,327 |
| 自由民主党 | 19              | 23     | －4  | 159,714 |
| 公明党     | 12              | 14     | －2  | 108,283 |
| 民主党     | 11              | 27     | －16 | 140,596 |
| 日本共産党 | 5               | 8      | －3  | 62,916  |
| みんなの党 | 0               | 0      | ±0   | 19,190  |
| 無所属     | 0               | 0      | ±0   | 15,524  |
| 合計       | 75              |        |      | 772,550 |
- 投票率[4]は、43.96％（当日有権者数1,775,763名/投票者数780,606名）。

- 女性当選者は、13名（減税5名、公明党3名、共産党3名、自民党1名、民主党1名）。

- 選挙の結果、河村たかし名古屋市長が代表を務める地域政党「減税日本」が第1党となったが、当初目標にしていた市議会過半数には及ばなかった。他の既成政党は軒並み議席を減らし、特に選挙前における市議会第1党であった民主党は議席を10議席以上も減らして第4党に転落し、惨敗を喫した[7]。選挙結果を受けて「減税日本」代表の河村市長は「無から有を生じたわけで名古屋市民の皆さんに感謝しています」とコメントした[8]。

## 当選した議員
自由民主党   減税日本   民主党   公明党   日本共産党 
| 千種区 | 田辺雄一     | 黒川慶一   | 伊神邦彦     | 斎藤亮人 | 玉置真悟 |
| 東区   | 中川貴元     | 近藤徳久   |              |          |          |
| 北区   | 長谷川由美子 | 渡辺義郎   | 田山宏之     | 服部将也 | 岡田幸子 |
| 北区   | 園田晴夫     |            |              |          |          |
| 西区   | 山田真奈     | 堀場章     | 沢田晃一     | 鹿嶌敏昭 | 鷲野恵子 |
| 中村区 | 冨田英寿     | 中村満     | 鵜飼春美     | 加藤修   | 斎藤高央 |
| 中区   | 則竹勅仁     | 中田千津子 |              |          |          |
| 昭和区 | 奥村史洋     | 中村孝太郎 | 大村光子     | 西川学   |          |
| 瑞穂区 | 荒川和夫     | 藤田和秀   | 渡辺房一     | 金城裕   |          |
| 熱田区 | 片桐栄子     | 岡留繁広   |              |          |          |
| 中川区 | 木下優       | 山崎正裕   | 馬場規子     | 久野浩平 | 岡本善博 |
| 中川区 | 浅井正仁     | 林直樹     |              |          |          |
| 港区   | 佐藤健一     | 加藤一登   | 宇佐美汝久愛 | 坂野公寿 | 山口清明 |
| 南区   | 横井利明     | 福田誠治   | 藤沢忠将     | 中村孝道 | 湯川栄光 |
| 守山区 | 小川俊之     | 金庭宜雄   | 松山豊一     | 松井良憲 | 東郷哲也 |
| 守山区 | 富口潤之輔   |            |              |          |          |
| 緑区   | 近藤和博     | 河合優     | 余語冴耶香   | 中里高之 | 岩本崇宏 |
| 緑区   | 佐橋亜子     | 山本久樹   |              |          |          |
| 名東区 | 小林祥子     | 日比健太郎 | 舟橋猛       | 丹羽宏   | 浅井康正 |
| 天白区 | 三輪芳裕     | 成田隆行   | 鈴木孝之     | 堀田太規 | 谷口一登 |

## 選挙後
- 2011年6月6日、「減税日本ナゴヤ」団長だった則竹勅仁（中区）は、河村から出処進退を明らかにするよう促され[9]議員辞職した。

- 同年6月16日、則武の辞職により、次点の済藤実咲の繰り上げ当選が正式に決定。済藤は減税日本公認で出馬していたため、会派の議員数は28のままとなった。

- その後、「減税日本ナゴヤ」は離団や除籍処分が相次ぎ、28あった議席数は2015年1月1日現在で11となっており、結団当初の半分以下に減った。減税日本は2013年4月の市議選守山区補選（改選数1）・南区補選（改選数1）に公認候補者を擁立できず、守山区補選に立候補した無所属候補に推薦を出すに留まった。補選の結果自民党と民主党が議席を獲得。自民党会派が市会第1会派に復帰した。2014年12月には新たな離団者が出て公明党会派の議席数を下回り、同じく離団者が出た民主党会派と並ぶ第3会派に転落、市政少数与党会派となっている。済藤を含め退会した17名の内訳は以下のとおり。中村孝太郎（昭和区）、舟橋猛（名東区）、堀田太規（天白区）、玉置真悟（千種区）、加藤修（中村区）、山嵜正裕（中川区）、河合優（緑区）、済藤実咲（中区）、宇佐美汝久愛（港区）、片桐栄子（熱田区）、荒川和夫（瑞穂区）、中村孝道（南区）、 黒川慶一（千種区）、冨田英寿（中村区）、園田晴夫（北区）、林直樹（中川区）、近藤徳久（東区）。

- 2014年3月20日、名古屋市会は議員定数を「2増2減」とする条例の改正案を可決した。次に行われる選挙から中区は「3人」、緑区は「8人」に増え、北区は「5人」、瑞穂区は「3人」に減る[10]。